# Party in the U.S.A.
"Party in the U.S.A." là một bài hát của ca sĩ người Mỹ Miley Cyrus nằm trong EP đầu tiên của cô, The Time of Our Lives (2009). Nó được phát hành vào ngày 11 tháng 8 năm 2009 như là đĩa đơn đầu tiên trích từ đĩa mở rộng bởi Hollywood Records. Bài hát được đồng viết lời bởi Dr. Luke, Jessie J và Claude Kelly, trong khi phần sản xuất được đảm nhiệm bởi Dr. Luke, và là một trong những dự án hợp tác giữa Cyrus và nhà sản xuất, bên cạnh bài hát chủ đề của EP "The Time of Our Lives", đĩa đơn năm 2013 của will.i.am "Fall Down" và đĩa đơn năm 2013 của cô "Wrecking Ball". Ban đầu được dự định sẽ do Jessie J thể hiện, "Party in the U.S.A." là một bản dance-pop mang nội dung đề cập đến cuộc sống mới của một cô gái từ Nashville, Tennessee đến Hollywood, California. Mặc dù không hoàn toàn yêu thích bài hát, Cyrus vẫn chọn nó cho The Time of Our Lives vì vẫn chưa đủ bài hát để đưa vào đĩa mở rộng.
Sau khi phát hành, "Party in the U.S.A." nhận được những phản ứng tích cực từ các nhà phê bình âm nhạc, trong đó họ đánh giá cao giai điệu bắt tai cũng như quá trình sản xuất nó, đồng thời ghi nhận sự trưởng thành trong âm nhạc của Cyrus thông qua sự thay đổi bản thân so với những giai điệu teen pop trong những tác phẩm trước đây của cô. Bài hát cũng tiếp nhận những thành công vượt trội về mặt thương mại với việc lọt vào top 10 ở nhiều quốc gia, bao gồm những thị trường lớn như Úc, Canada, Pháp, Ireland, Nhật Bản và New Zealand. Tại Hoa Kỳ, "Party in the U.S.A." ra mắt và đạt vị trí thứ hai trên bảng xếp hạng Billboard Hot 100, trở thành đĩa đơn thứ hai trong sự nghiệp của Cyrus vươn đến top 5 và đạt thứ hạng cao nhất của cô lúc bấy giờ, cũng như tiêu thụ được hơn 6 triệu lượt tải nhạc số tại đây. Tính đến nay, nó đã bán được hơn 8 triệu bản trên toàn cầu, trở thành một trong những đĩa đơn bán chạy nhất mọi thời đại.
Video ca nhạc cho "Party in the U.S.A." được đạo diễn bởi Chris Applebaum và thể hiện sự tri ân đối với bộ phim năm 1978 Grease cũng như những năm tháng hẹn hò của cha mẹ Cyrus, trong đó bao gồm những cảnh cô vui vẻ với những người bạn trong một bữa tiệc ở một rạp chiếu phim dành cho xe hơi. Nó đã chiến thắng một hạng mục tại giải thưởng Video của MuchMusic năm 2010 cho Video của nghệ sĩ quốc tế xuất sắc nhất. Để quảng bá bài hát, nữ ca sĩ đã trình diễn nó trên nhiều chương trình truyền hình và lễ trao giải lớn, bao gồm Alan Carr: Chatty Man, Good Morning America, Today, VH1 Divas năm 2009 và giải Sự lựa chọn của Giới trẻ năm 2009, nơi màn trình diễn với phân đoạn múa cột của cô đã vấp phải nhiều ý kiến trái chiều từ giới truyền thông, cũng như trong nhiều chuyến lưu diễn của cô. Kể từ khi phát hành, "Party in the U.S.A." đã được hát lại và sử dụng làm nhạc mẫu bởi nhiều nghệ sĩ, như "Weird Al" Yankovic, Jimmy Fallon Christina Grimmie và chính tác giả của nó Jessie J.

## Danh sách bài hát
Tải kĩ thuật số
1. "Party in the U.S.A." - 3:22

Đĩa CD tại châu Âu
1. "Party in the U.S.A." - 3:22
2. "Party in the U.S.A." (Wideboys Full Club) - 5:24

## Xếp hạng
| Bảng xếp hạng (2009–10)                            | Vị trí cao nhất |
| -------------------------------------------------- | --------------- |
| Úc (ARIA)                                          | 6               |
| Áo (Ö3 Austria Top 40)                             | 30              |
| Bỉ (Ultratop 50 Flanders)                          | 30              |
| Bỉ (Ultratop 50 Wallonia)                          | 18              |
| Canada (Canadian Hot 100)                          | 3               |
| Cộng hòa Séc (Rádio Top 100)                       | 21              |
| Đan Mạch (Tracklisten)                             | 23              |
| Pháp (SNEP)                                        | 6               |
| Hungary (Rádiós Top 40)                            | 6               |
| Ireland (IRMA)                                     | 5               |
| Ý (FIMI)                                           | 40              |
| Nhật Bản (Japan Hot 100)                           | 4               |
| New Zealand (Recorded Music NZ)                    | 3               |
| Na Uy (VG-lista)                                   | 12              |
| LỖI: PHẢI CUNG CẤP year CHO BẢNG XẾP HẠNG Slovakia | 27              |
| Tây Ban Nha (PROMUSICAE)                           | 32              |
| Thụy Điển (Sverigetopplistan)                      | 22              |
| Thụy Sĩ (Schweizer Hitparade)                      | 41              |
| Anh Quốc (OCC)                                     | 11              |
| Hoa Kỳ Billboard Hot 100                           | 2               |
| Hoa Kỳ Adult Pop Airplay (Billboard)               | 13              |
| Hoa Kỳ Dance Club Songs (Billboard)                | 44              |
| Hoa Kỳ Pop Airplay (Billboard)                     | 1               |
| Hoa Kỳ Rhythmic (Billboard)                        | 28              |

| Bảng xếp hạng (2009)                 | Vị trí |
| ------------------------------------ | ------ |
| Australia (ARIA)                     | 37     |
| Canada (Canadian Hot 100)            | 33     |
| Hungary (Rádiós Top 40)              | 124    |
| New Zealand (Recorded Music NZ)      | 17     |
| UK Singles (Official Charts Company) | 154    |
| US Billboard Hot 100                 | 29     |
| US Pop Songs (Billboard)             | 25     |
| Bảng xếp hạng (2010)                 | Vị trí |
| Australia (ARIA)                     | 95     |
| Belgium (Ultratop 40 Wallonia)       | 97     |
| Canada (Canadian Hot 100)            | 75     |
| Europe (European Hot 100 Singles)    | 78     |
| France (SNEP)                        | 49     |
| Hungary (Rádiós Top 40)              | 59     |
| US Billboard Hot 100                 | 67     |

## Chứng nhận
| Quốc gia | Chứng nhận  | Số đơn vị/doanh số chứng nhận |
| --- | ----------- | ----------------------------- |
| Úc (ARIA) | 2× Bạch kim | 140.000^                      |
| Canada (Music Canada) | 4× Bạch kim | 320.000^                      |
| Đan Mạch (IFPI Đan Mạch) | Vàng        | 45.000‡                       |
| Nhật Bản (RIAJ) | Bạch kim    | 250.000^                      |
| New Zealand (RMNZ) | Bạch kim    | 15.000*                       |
| Anh Quốc (BPI) | Bạch kim    | 600.000‡                      |
| Hoa Kỳ (RIAA) | 7× Bạch kim | 7.000.000‡                    |
| * Chứng nhận dựa theo doanh số tiêu thụ. ^ Chứng nhận dựa theo doanh số nhập hàng. ‡ Chứng nhận dựa theo doanh số tiêu thụ và phát trực tuyến. |             |                               |